# تنبؤ جزافي
التنبؤ الجزافي أو التنبؤ جزافًا هو شكل من أشكال الديمارية (إلقاء القرعة) حيث تُحدد النتيجة عن طريق وسائل تعتبر عادةً عشوائية ، مثل رمي النرد، ولكن يُعتقد أحيانًا أنها تكشف عن إرادة الإله.